# 黃俊 (台灣演員)
黃俊（1935年11月20日—2009年5月14日），原名黃南都，臺南縣西港鄉人（今臺南市西港區）。黃俊曾就讀臺南北門農校，畢業後一開始在照相館工作，爾後加入劇團演出臺語話劇，並在臺語片導演洪信德的介紹之下進入臺語影壇。
黃俊早期以臺語片演員起家，早期擅演武打游俠片，但後來為了改變形象亦參演文藝類影片。他曾表示，從影以來的最大心願是能夠執導臺語片。1975年，嘗試擔任導演，拍攝電影《阿爸的話》，亦在片中插演一角色。2009年5月14日，因肺癌病逝於臺大醫院，享年75歲。

## 作品

### 導演
1975年：
- 《阿爸的話》

### 演員
1961年：
- 《可憐戀花再會吧》

1963年：
- 《爸爸太糊塗》

1964年：
- 《八貓傳》
- 《子》
- 《請君保重》
- 《媽媽十一歲》
- 《心茫茫》
- 《明日的希望》
- 《悲情城市》
- 《遊俠四金剛》
- 《香港第一號碼頭》
- 《猩猩救主》
- 《群犬復仇》
- 《嫁妝一牛車》

1965年：
- 《台灣英烈傳》
- 《台灣英烈傳續集》
- 《黃昏城》
- 《豔諜三盲女》
- 《臺北人》
- 《遊俠四金剛 (續集)》
- 《自君別後》
- 《諜犬00九》
- 《遊俠四金剛 (完結篇)》
- 《八卦山浴血記》
- 《小浪子》
- 《紅手巾》
- 《爬山虎》
- 《三更半夜》
- 《心心相印》
- 《心心相印》
- 《迷魂鎗》

1966年：
- 《紅孔雀》
- 《龍虎鬦》
- 《金錢豹》
- 《流浪客》
- 《龍虎鬥》
- 《浪子的眼淚》
- 《龍虎斗》
- 《西城阿哥》
- 《盲女地下司令》
- 《夢中的媽媽》
- 《鬍鬚哥》
- 《海女紅短褲》
- 《死光錶》
- 《盲女大逃亡》
- 《江湖客》
- 《冰點》－飾：高木
- 《諜王女金剛》

1967年：
- 《天龍酒店》
- 《三八新娘憨子婿》－飾：私奔男
- 《俠女一枝花》
- 《龍虎豹》
- 《賭命三醉客》－飾：錢添丁，第一醉客
- 《尪親某親》
- 《為君心悲傷》
- 《走路新娘》
- 《流浪好男兒》
- 《流浪天使》
- 《神簫客》
- 《風速70哩》
- 《三劍王》－飾：神龍怪客
- 《三聲無奈》－飾：邵富康
- 《武林劍仇》
- 《七星鏢》
- 《獨臂客》

1968年：
- 《落花恨》
- 《飛燕子大戰獨眼俠》
- 《真假阿西》
- 《藝妲女》
- 《日落西山》
- 《龍虎劍》
- 《新桃花過渡》
- 《雪中四姐妹》
- 《大小善》
- 《往日的舊夢》
- 《一分錢一分貨》

1969年：
- 《無三不成禮》
- 《釣大鮐》
- 《星夜離別》
- 《脫胎換骨》
- 《丈夫要出嫁》
- 《加人加福氣》
- 《迎媽祖之夜》
- 《響尾金鈴》
- 《南刀北劍》
- 《娘子軍》
- 《蓋世刀王》
- 《神威寶刀》

1970年：
- 《武林龍虎鬥》
- 《誰知我的心》
- 《黑劍鬼驚天》
- 《草上飛》－飾：唐羽
- 《獨臂空手刀》
- 《鐵腿降魔》

1971年：
- 《毒火神掌》
- 《新羅生門》
- 《黑白雙俠》
- 《盲俠飛龍劍》－飾：獨龍
- 《中原第一劍》
- 《雲州大儒俠》－飾：鐘國強
- 《頭條好漢》
- 《蕭十一郎》
- 《鐵扇神劍》－飾：寒占非

1972年：
- 《愛的解說》
- 《龍虎豹》
- 《江湖女》
- 《中國拳》
- 《忠義門》
- 《血豹》

1975年：
- 《阿爸的話》

1976年：
- 《日月童子》－飾：司徒清

1977年：
- 《青龍客棧》－飾：熊炳鍾
- 《金沙燕》

1989年：
- 《海口人》

## 外部連結
- 黃俊/演員 （页面存档备份，存于）香港影庫
- 黃俊/影史庫 （页面存档备份，存于）MOVUECOOL